# جوری ماناسه
جوری ماناسه (انگلیسی: Juri Manase؛ زادهٔ ۱ ژانویهٔ ۱۹۷۵) بازیگر، و بازیگر سینما اهل ژاپن است.
از فیلم‌ها یا برنامه‌های تلویزیونی که وی در آن نقش داشته‌است می‌توان به بیل را بکش بخش ۱ اشاره کرد.